# Ostfalkland
Ostfalkland (englisch East Falkland, spanisch Isla Soledad) ist mit 6.605 km² die größte der im Südatlantik gelegenen Falklandinseln. Die Insel wird durch den Falklandsund von ihrer Schwesterinsel Westfalkland getrennt.

## Bevölkerung und Wirtschaft
Auf Ostfalkland leben über 2.100 Einwohner, was mit Abstand die größte Einwohnerzahl aller Falklandinseln darstellt. Zusätzlich zu den Einwohnern sind ca. 2.000 britische Soldaten auf der Insel stationiert.

Auf Ostfalkland liegen die Hauptstadt Stanley, die größten Ortschaften und der Haupthafen des gesamten Archipels der Falklandinseln. Außerdem befinden sich 2 internationale Flugplätze auf der Insel.
Die wichtigsten Einnahmequellen der Bevölkerung sind: Fischfang, Schafzucht, Öffentlicher Dienst, Tourismus und Militär.

### Wichtige Ortschaften
- Stanley
- Port Louis
- Darwin
- Port San Carlos
- San Carlos
- Salvador
- Johnson’s Harbour
- Fitzroy
- Mare Harbour
- Goose Green

## Geographie
Der höchste Punkt der Insel ist der 705 m hohe Mount Usborne. Die Insel ist überwiegend mit Bogenhanf-bewachsenen Geröllfeldern, Heidelandschaften und Mooren bedeckt. Das Klima, die Fauna und Flora entsprechen den Gegebenheiten des gesamten Archipels und sind subpolar. Der Volunteer Point ist eine wichtige Landmarke für die Schifffahrt.
Der südliche Teil, die Halbinsel Lafonia, ist vom nördlichen Teil durch den Choiseul Sound im Wesentlichen getrennt und nur durch eine schmale Landenge bei Goose Green mit dem nördlichen Teil verbunden.

### Klima
Nach der Klimaklassifikation von Köppen & Geiger gehört das sehr ausgeglichene maritim-feuchte und kühle Klima der Falklandinseln zum Tundrenklima (eher im Inland) oder zum subpolaren Ozeanklima (eher im Küstenraum). Die konkreten Zuordnungen sind uneinheitlich. Nach Troll & Paffen liegt ganz Ostfalkland im subpolaren, hochozeanischen Klima, während Westfalkland komplett im wintermilden Trockensteppenklima liegt. Nach dieser Klassifikation verläuft zwischen den beiden Inseln die Grenze zwischen der kühlgemäßigten und (sub)polaren Klimazone.

## Geschichte
Bis zur europäischen Entdeckung war die Insel unbewohnt. Im Jahr 1592 wurde sie durch den britischen Seefahrer John Davis erstmals gesichtet. Die erste dokumentierte Landung erfolgte 1690 durch John Strong. Im Jahr 1764 gründete Louis Antoine de Bougainville auf dem Ostteil der Inseln die erste französische Siedlung mit dem Namen „Port Saint Louis“. Fünf Jahre später, 1769, verkauften die Franzosen ihre Ansprüche an die Spanier.
1820 vertrieben US-amerikanische Kräfte auf Wunsch Argentiniens britische Walfänger aus dem Gebiet. 1831 zerstörten US-Kriegsschiffe die Hafenanlagen, woraufhin die Vereinigten Staaten die Inseln zum Niemandsland erklärten. Im Jahr 1833 übernahm das Vereinigte Königreich die Kontrolle über den gesamten Archipel. Vier Jahre später, 1837, wurde eine britische Kolonialverwaltung eingerichtet.
Die Hauptstadt Stanley (ursprünglich Port Stanley) wurde 1843 gegründet. Im Jahr 1982 war die Inselgruppe Schauplatz des Falklandkriegs zwischen Argentinien und dem Vereinigten Königreich.